# Robert Henrik Paetau
Robert Henrik Paetau, född 17 oktober 1975 i Borgå, är en finlandssvensk poet och novellförfattare.

## Utmärkelser
- 2006 – Stipendium ur Edith Södergrans fond, Finlands svenska författareförening[4]